# Carentoir
Carentoir é uma comuna francesa na região administrativa da Bretanha, no departamento Morbihan. Estende-se por uma área de 72.87 km². Em 2010 a comuna tinha 3 158 habitantes (densidade: 43,3 hab./km²). Em 1 de janeiro de 2017, foi incorporado ao seu território a antiga comuna de Quelneuc.